# Wolfgang Stock (Mediziner, 1874)

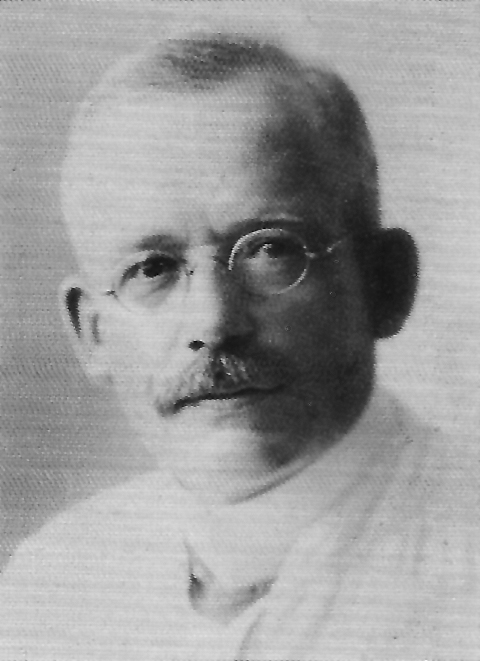
Wolfgang Stock (1910)

Wolfgang Stock (* 26. April 1874 in Bönnigheim; † 7. September 1956 in Tübingen) war ein deutscher Augenarzt.

## Leben und Wirken
Wolfgang Stock wurde als Sohn von Carl Adolf Stock (1844–1941) und dessen Ehefrau Luise geb. Köstlin (1846–1935) geboren. Er besuchte das Gymnasium in Cannstatt und studierte nach dem Abitur Medizin an den Universitäten Tübingen, München und Berlin. Als Tübinger Student schloss er sich im Wintersemester 1892/93 der Akademischen Verbindung Igel in Tübingen an. 
Von 1899 an war er Assistent an den Universitätsaugenkliniken Tübingen, Breslau und Freiburg. In Tübingen wurde er promoviert und 1903 in Freiburg habilitiert. 1903 wurde Stock zum Privatdozenten für Augenheilkunde und 1907 zum außerordentlichen Professor ernannt. 
1910 wurde er als Ordinarius an die Friedrich-Schiller-Universität Jena berufen, wo Wolfgang Stock ein Jahrzehnt lehrte. Während des Disziplinarverfahrens gegen Max Henkel, den damaligen Leiter der Universitätsfrauenklinik Jena, wurde Stock kurzzeitig auch mit der vorläufigen Stellvertretung für die geschäftlichen Belange der Frauenklinik beauftragt.
1921 wurde Wolfgang Stock dann auf den Lehrstuhl für Augenheilkunde an der Eberhard Karls Universität Tübingen berufen und zum Direktor der Tübinger Universitäts-Augenklinik ernannt. Im Zweiten Weltkrieg war er auch Leiter des in der Klinik befindlichen Reservelazaretts und insofern Angehöriger der Wehrmacht, welche im Krieg etwa 30 Prozent aller Augenärzte rekrutierte. Der NSDAP trat Stock nicht bei. Er leitete die Klinik 30 Jahre bis zu seiner Emeritierung 1952.
Wolfgang Stock verstarb im Alter von 82 Jahren in Tübingen. Er war mit Marthe Stock geb. Asselin (1885–1973) verheiratet. Aus dieser Ehe gingen die Kinder Helga (1911–1992), Arzt und Bildhauer Wolfgang (1913–1997), Liselotte (1916–1998) und Dora (1921–2003) hervor.

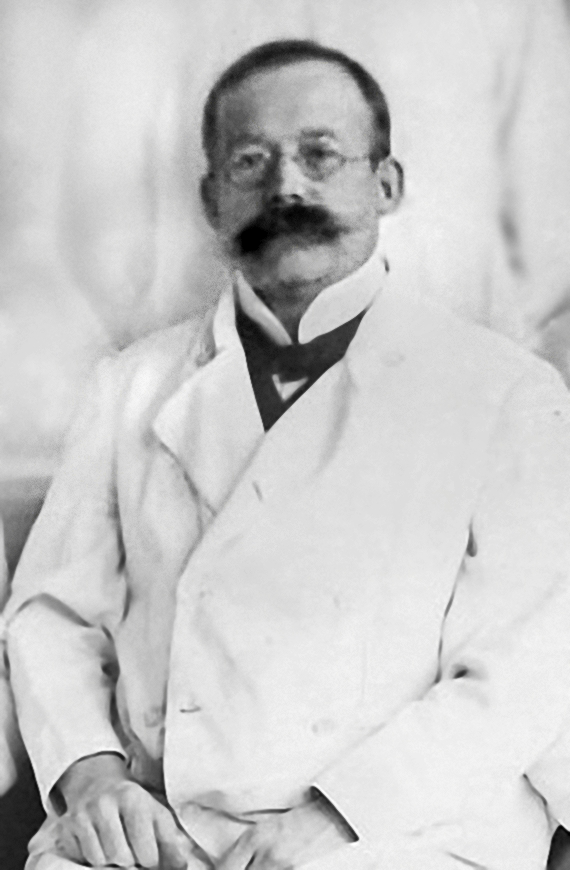
Wolfgang Stock (kurz nach 1920)

## Leistungen und Würdigung
Wolfgang Stock arbeitete wissenschaftlich auf dem Gebiet der pathologischen Anatomie des Auges. Besondere Beachtung fanden seine Arbeiten über die Tuberkulose des Auges. Daneben galt Stock als hervorragender Operateur, der allein über 10.000 Staroperationen ausgeführt und auch auf dem Gebiet der Hornhautübertragung wesentliche Beiträge geleistet hat. Er legte in Tübingen eine umfangreiche Sammlung ophthalmopathologischer Präparate an. Die Neuronale Ceroid-Lipofuszinose wird auch als Vogt-Spielmeyer-Stock-Krankheit bezeichnet.
Die Stadt Tübingen ehrte Wolfgang Stock, indem sie eine Straße auf der Waldhäuser Höhe nach ihm benannte. Die Wolfgang-Stock-Straße erstreckt sich zwischen der Gottlieb-Olpp-Straße und der Haußerstraße, wobei sie die Niethammerstraße und die Hofmeisterstraße kreuzt.

## Schriften (Auswahl)
- Ein Fall von periodisch recidivierender Oculomotoriuslähmung, Pietzcker 1898
- Experimentelle Untersuchungen über Lokalisation endogener Schädlichkeiten besonders infektiöser Natur im Auge: zugleich Ein Beitrag zur Frage der Entstehung endogener Iritis und Chorioditis, sowie der sympathischen Ophthalmie, Enke 1903
- Tuberkulose als Ätiologie der chronischen Entzündungen des Auges und seiner Adnexe, Leipzig 1907
- Erkrankungen der Iris der Linse und des Glaskörpers. In: J. Schwalbe: Diagnostische und therapeutische Irrtümer und deren Verhütung, Heft 2, Georg Thieme, Leipzig 1922
- Experimentelles Arbeiten auf dem Gebiet der Augentuberkulose. In: Reden anlässlich der Rektoratsübergabe, Band 21, Mohr, Tübingen 1924
- Pathologie der Tränenorgane. In: Alfred K Graefe, Theodor Saemisch, Carl von Hess, Anton Elschnig (Hrsg.): Handbuch der gesamten Augenheilkunde, Band 9, Abt. 3/4, Springer, Berlin 1925
- Röntgenbehandlung in der Augenheilkunde. In: Ludwig Mann, H. Borutteau: Handbuch der gesamten medizinischen Anwendung der Elektrizität, Band 3, Leipzig 1928
- Pathologische Anatomie des Auges: Kurzes Lehrbuch für Studierende und Ärzte, Enke, Stuttgart 1939